# A Treasure
A Treasure è un album dal vivo del musicista canadese Neil Young, pubblicato nel 2011.

## Tracce
Tutti i brani sono di Neil Young, tranne dove indicato.
1. Amber Jean – 3:17
2. Are You Ready for the Country? – 3:39
3. It Might Have Been (Ronnie Green & Harriet Kane) – 2:43
4. Bound for Glory – 5:59
5. Let Your Fingers Do the Walking – 3:03
6. Flying on the Ground Is Wrong – 4:48
7. Motor City – 3:22
8. Soul of a Woman – 4:28
9. Get Back to the Country – 2:31
10. Southern Pacific – 7:53
11. Nothing Is Perfect – 5:02
12. Grey Riders – 5:58

## Classifiche
| Classifica (2011)           | Posizione raggiunta |
| --------------------------- | ------------------- |
| Stati Uniti (Billboard 200) | 29                  |